# Darko Matić
Darko Matić (nacido en Domaljevac-Šamac, Yugoslavia, 26 de septiembre de 1980) es un futbolista bosnio-croata que se desempeña como Defensa en el Beijing Guoan de la Superliga China.

## Vida personal
Dice ser fluido en ocho idiomas con los que están siendo alemán , croata , inglés , francés , italiano , español , portugués y checo. Ha demostrado que el domina el chino, en varias entrevistas.

## Trayectoria
Dejó su país a causa de las guerras yugoslavas y se trasladaría a Alemania para comenzar su carrera futbolística con el Tennis Borussia Berlin equipo juveniles y el primer equipo de Tennis Borussia Berlin. Jugó su primer partido en el primer equipo en la segunda división en Alemania cuando tenía 17 años, bajo el entrenador Winfried Schaefer . En el verano de 2000 se uniría a segunda división suiza club de fútbol FC Thun . Matic ayudaría a ganar la promoción después de 50 años. En 2002, fichó por el HNK Orašje en la Premier League de Bosnia . En 2004, se unió al equipo alemán FC Eschborn para un corto período de tiempo. En la temporada 2004-05 de la liga que se uniría a lado una vez más nivel superior NK Orašje y jugar en la Premier League de Bosnia y Herzegovina , ayudando a terminar tercero y ganar la Copa de Bosnia . en movimiento una vez más en este tiempo de Eslovaquia de fútbol Club FC Senec en la temporada 2005-06 de la liga que le ayudará a ganar el ascenso a la Superliga eslovaca . Fue capitán de su equipo Senec y llegó una invitación de la Federación Eslovaca de Fútbol para jugar por la selección de fútbol de Eslovaquia .
Se trasladó a China Super League Club Tianjin Teda en 2007 y pronto se convertiría en un miembro integral del equipo al jugar en los 28 juegos de la temporada.  En la temporada siguiente, cuando ayudó al equipo a un resultado en cuarto lugar y tenía un oportunidad de jugar AFC Champions League de fútbol. Al comienzo de la temporada 2009 de la liga Beijing Guoan estaban interesados en sus habilidades defensivas y lo firmó, este era probar una exitosa firma cuando Matić, una vez más se convirtió rápidamente en un miembro integral del equipo y con la ayuda de Pekín para ganar su primer título de liga.

## Clubes
| Club                   | País                 | Año           |
| ---------------------- | -------------------- | ------------- |
| Tennis Borussia Berlin | Alemania             | 1998-2000     |
| FC Thun                | Suiza                | 2000-2002     |
| HNK Orašje             | Bosnia y Herzegovina | 2002-2004     |
| FC Eschborn            | Alemania             | 2004-2005     |
| HNK Orašje             | Bosnia y Herzegovina | 2005-2006     |
| FC Senec               | Eslovaquia           | 2006-2007     |
| Tianjin Teda           | China                | 2007-2009     |
| Beijing Guoan          | China                | 2009-Presente |

- Datos: Q3505925